# Черевичне
Череви́чне — село Усатівської сільської громади в Одеському районі Одеської області в Україні. Населення становить 270 осіб.

## Населення

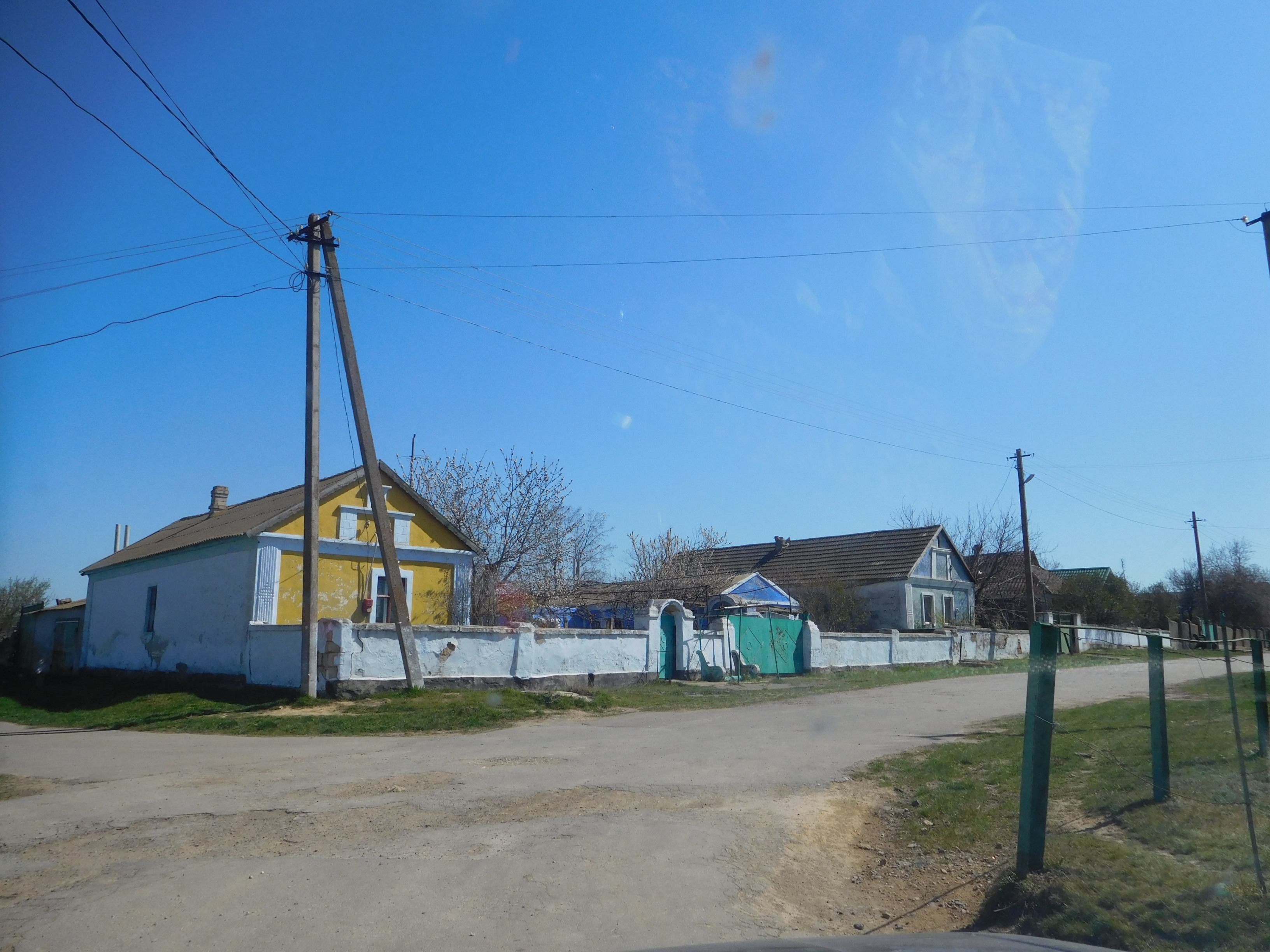
Вулиця села

Згідно з переписом 1989 року населення села становило 214 осіб, з яких 99 чоловіків та 115 жінок.
За переписом населення 2001 року в селі мешкало 270 осіб.

### Мова
Розподіл населення за рідною мовою за даними перепису 2001 року:
| Мова            | Кількість | Відсоток |
| --------------- | --------- | -------- |
| українська      | 223       | 82.59%   |
| російська       | 46        | 17.04%   |
| інші/не вказали | 1         | 0.37%    |
| Усього          | 270       | 100%     |